# Manon Lescaut (Auber)
Pour les articles homonymes, voir Manon Lescaut (homonymie).
Manon Lescaut est un opéra-comique en trois actes composé par Daniel Auber sur un livret d'Eugène Scribe, et, comme Manon Lescaut de Puccini et Manon de Massenet, tiré du roman Manon Lescaut (1731) de l'abbé Prévost.

## Historique
Cet opéra comique fut créé le 23 février 1856 au théâtre National de l'Opéra-Comique Opéra-Comique dans la seconde Salle Favart, à Paris. C’est la première œuvre lyrique montée par la troupe de l'Opéra-Comique à ne pas bénéficier d'une fin heureuse. Il fut monté à Liège en 1875, remonté à l'Opéra-Comique en 1882, et régulièrement interprété en Allemagne aussi bien qu'en France. Cependant, depuis la fin du XIXe siècle, ses représentations sont devenues très rares.
En 1990, il a été remonté à Opéra Comique de Paris par le Picardy Sinfonietta d’Amiens sous la direction de Patrick Fournillier. L'enregistrement live de cet opéra est distribué par le label français Le Chant du Monde. Une autre représentation a eu lieu au Wexford Festival en octobre-novembre 2002.
En Amérique du Nord, il a été monté en 2006 par le Lyric Opera of Los Angeles au Los Angeles Theatre.
Il a été remonté à Liège en 2016, avec Sumi Jo.

## Rôles
| Rôle | Voix               | Distribution de la création le 23 février 1856 (chef d'orchestre : Théophile Tilmant) |
| --- | ------------------ | ------------------------------------------------------------------------------------- |
| Manon Lescaut | coloratura soprano | Marie Cabel                                                                           |
| Des Grieux | ténor              | Henri Puget                                                                           |
| Le marquis d'Hérigny | baryton            | Jean-Baptiste Faure                                                                   |
| Lescaut, cousin de Manon | basse              | Beckers                                                                               |
| Marguerite, amie de Manon | soprano            | Léocadie Lemercier                                                                    |
| Gervais, son fiancé | ténor              | Jourdan                                                                               |
| Madame Bancelin patronne du cabaret | mezzo-soprano      | Mme Félix                                                                             |
| Monsieur Durozeau commissaire | baryton            | Lemaire                                                                               |
| Monsieur Renaud Inspecteur | baryton            | Nathan                                                                                |
| Zaby, une jeune esclave | soprano            | Mlle Bélia                                                                            |
| Un Sergent | basse              | Duvernoy                                                                              |
| Deux bourgeois |                    |                                                                                       |
| Nobles de la cour, bourgeois du boulevard du Temple, soldats, ouvrières et ouvriers ; habitants de la Nouvelle Orléans, esclaves, soldats des colonies |                    |                                                                                       |

## Synopsis
L’intrigue de cet opéra-comique ne ressemble que peu au roman de l'abbé Prévost (Lescaut y est en fait le frère de Manon et non son cousin). Un personnage – le marquis d'Hérigny – représente les nombreux riches prétendants de Manon dans le roman. D'autres personnages du roman sont totalement absents de l'opéra, d'autres ont été au contraire rajoutés au livret.

## Musique

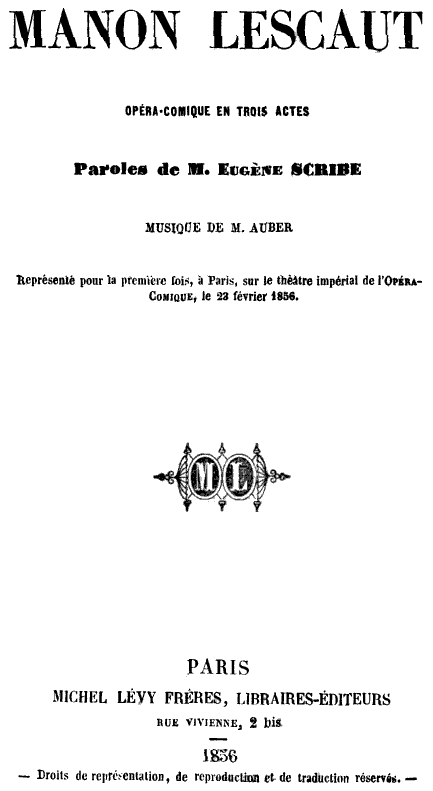
Page de titre du livret de Scribe.

Le rôle de Manon Lescaut est exigeant, d'une très haute tessiture, contient des passages de riches fioritures vocales et des arias d'une grande difficulté technique. Néanmoins, il présente également de grandes opportunités pour le jeu dramatique et était une des bases du répertoire lyrique – non seulement en France, mais aussi en Allemagne. Le rôle du marquis d'Hérigny, écrit pour le baryton Jean-Baptiste Faure contient de nombreux solos notables.

## Enregistrements
- Manon Lescaut – Mady Mesplé, Jean-Claude Orliac, Peter-Christoph Runge, Yves Bisson – Chœurs et orchestre lyrique de Radio France, Jean-Pierre Marty (conductor) – EMI (enregistré en octobre 1974).
- Manon Lescaut – Élizabeth Vidal, Alain Gabriel, René Massis – Les Chœurs du Théâtre français de la musique, l'Orchestre régional de Picardie Le Sinfonietta, Patrick Fournillier (chef d'orchestre) – Le Chant du monde (enregistré live en 1990).

## Sources
- Alfred Loewenberg (de), Annals of Opera : 1597-1940, Londres, John Calder, 1978, xxv (ISBN 978-0-71453-657-6, OCLC 976622363, lire en ligne).